# 丝柱龙胆
丝柱龙胆（学名：Gentiana filistyla）是龙胆科龙胆属的植物。分布于缅甸东北部以及中国大陆的西藏、云南等地，生长于海拔2,900米至4,500米的地区，多生于高山草甸、山坡草地或山坡岩石地，目前尚未由人工引种栽培。

## 别名
蓝花龙胆、邦见莪那（藏族名）

## 异名
- Gentiana filistyla Balf. f. et Forrest ex Marq. var. parviflora Marq.